# 라제폰 다원변주곡
《라제폰 다원변주곡》(일본어: ラーゼフォン 多元変奏曲 라제혼 다겐헨소쿄쿠[*])는 《라제폰》 일본의 애니메이션 TV 시리즈를 영화화한 작품이다.

## 줄거리
카미나 아야토와 그의 동급생 미시마 레이카는 중학생으로, 아직 어색한 점이 있는 어린 연인이다. 그러나 '뮤'라는 다른 차원에서 온 방문자들의 갑작스러운 출현은 두 사람을 갈라놓는다. 도쿄도 전체는 목성과 매우 흡사한 거대한 반구형의 절대장벽에 둘러싸이고, 두 사람은 안쪽 세계와 바깥 세계로 나뉘게 된다.
3년 후, 안쪽에 남겨진 아야토는 고등학생이 되었다. 그는 바깥 세계가 소멸되었다고 교육받았으며, 레이카에 대한 기억이 아득한 환상처럼 느껴진다. 그러나 어느 날, 외부 침략자들이 공격해 오고 도쿄는 전쟁의 불길에 휩싸인다. 혼란 속에서 아야토가 뛰어다닐 때, 한 여인이 그의 앞에 나타난다. 여인은 자신의 이름이 시토 하루카라고 말하며, "진실을 알려주겠다"고 말하며 아야토를 절대장벽 밖으로 데려가려 한다.
진실은 그녀의 정체가 그의 옛 여자친구 미시마 하루카라는 것이다. 그러나 이제 그녀는 그보다 12살이 많다... 절대장벽의 힘이 안쪽의 시간 진행을 늦췄던 것이다. 이는 아야토의 어머니 카미나 마야가 오로지 그의 각성을 위해 꾸민 일이었다. 마야는 사실 뮤의 리더였다. 그리고 아야토는 세상의 운명을 손에 쥔 시간의 조율사였다... 뮤와 지구로 찢어진 세계를 재편할 능력을 가진 사람이었다.
아야토는 하루카와 함께 탈출하는 동안 각성한다. 그는 신의 형상을 한 거인, "라제폰"에 이끌려 그 안에 탑승하게 된다. 라제폰이 뮤의 초병기 "돌렘"을 파괴한 후, 하루카와 함께 도쿄를 탈출한다. 라제폰과 함께 뮤의 돌렘을 가지고 하루카는 아야토의 전투를 도울 수밖에 없으며, 자신이 누구인지 말해줄 수도 없다.
두 사람에게는 더욱 잔혹한 운명이 기다리고 있었다. 아야토가 진정한 각성을 이루고 라제폰과 하나가 되면, 세계는 파멸의 위기에 처한다. 이를 막기 위해 하루카는 마침내 다시 찾은 아야토를 죽여야 한다. 하루카는 그에게 자신의 감정을 말하고 아야토와 세상을 구할 수 있을까?

## 등장인물
- 카미나 아야토. 17세. 신비한 거인 신, 라제폰과 동조할 수 있는 연주자. 그에게는 뮤와 지구의 피가 흐른다. 그는 현재 실종된 소녀의 환영을 쫓고 있다.
- 시토 하루카. 29세. TERRA 정보국 소속으로, 도쿄 주피터에 잠입하여 아야토를 바깥 세계로 이끌었다. 그녀는 사실 성장한 미시마 하루카이다.
- 키사라기 쿠온. 나이를 알 수 없는 소녀. "영원의 방"에 꽃에 묻혀 계속 잠들어 있다. 세계의 조율을 이끌 수 있는 또 다른 연주자.
- 카미나 마야. 아야토의 어머니. 사실 연주자 자격을 잃은 뮤인. 세계의 조율을 위해 뮤를 이끌고 아야토의 각성을 원한다.
- 아사히나 히로코. 17세. 아야토의 학교 친구. 마모루와 사귀고 있지만, 아야토를 몰래 좋아한다. 아야토와 함께 도피 여행을 떠나지만, 그녀의 피는 이미 푸른색으로 변했다...

## 제작
이 영화는 TV 시리즈 6개 에피소드(1, 8, 11, 16, 22, 26)를 연출하고 마스이 소이치와 함께 조감독을 맡았던 쿄다 토모키가 감독했다. 이즈부치는 이 영화의 총감독을 맡았지만, 제작에 깊이 관여하지는 않았다. TV 시리즈에 참여했던 대부분의 스태프가 이 영화 작업에 참여했으며, 쇼치쿠에서 배급했다. 프로듀서는 미나미 마사히코, 사사키 시로, 호리우치 마키, 시미즈 켄지, 야마자키 타츠지였다.
영화는 TV 시리즈에서 서서히 전개되었던 미스터리들을 빠르게 드러내고 플롯을 변경한다. 이전에 보여지지 않았던 사건들을 보여주는 프롤로그로 시작하며, 몇몇 설명적인 장면들이 이어진다. 마지막 30분은 가장 많은 플롯 변경과 새로운 장면을 포함하며, 새로운 에필로그로 끝난다. 나머지 영화는 주로 원작 시리즈의 요약된 장면들로 구성되어 있으며, 때로는 캐릭터가 교체되거나 다른 동기와 대사가 사용되기도 한다. 플롯은 카미나 가문과 미시마 가문의 연결 고리를 설정하며, 원작 TV 시리즈에서 두드러졌던 다른 스토리라인은 축소되거나 제거되었다. 한 유명 배급사는 이 영화를 대체품이라기보다는 시리즈 마지막의 "앙코르" — 추가 공연으로 홍보했다.
엔딩 테마인 "tune the rainbow"는 칸노 요코가 작곡하고 사카모토 마아야가 불렀다. "tune the rainbow"는 결국 사카모토의 일본 내 첫 톱 10 싱글이 되었으며, 오리콘과 카운트 다운 TV 주간 차트에서 9위를 기록했다.

## 평가
플루랄리타스 콘첸시오는 TV 시리즈보다 엇갈린 평가를 받았다. 크리스천 너트는 TV 시리즈에 대해 크게 감탄하지 않았지만, 영화가 더 낫다고 평가했다. "너무 많은 편집과 잘라내기"에도 불구하고, 그는 "제작자들이 자료를 가지고 최선을 다했다"고 썼다. 그는 덧붙여 "마지막 장면은 매우 감동적이다. TV 쇼보다 훨씬 개선되었다." IGN의 에프라인 디아즈 주니어는 이 영화를 "용감한 노력"이라고 불렀지만, TV 시리즈를 선호하며 "왜 굳이 영화를 만들었을까?"라고 물었다.
애니메 뉴스 네트워크의 카를로 산토스는 이 영화를 "훌륭한 시리즈의 마무리"이자 아직 보지 않은 사람들을 위한 샘플로 모두 추천했다. 크리스 베버리지 또한 이 영화를 시리즈의 추가 작품으로 추천했지만, "최고의 계시 중 일부가 너무 빨리 드러나기 때문에" 신규 시청자에게는 샘플로 추천하지 않았다.
실제로, 시리즈에 익숙하지 않은 평론가들은 영화의 일관성 부족에 대해 불평했다. DVD 버딕트의 미첼 해터웨이는 "10분 만에 길을 잃었고", 이 영화를 라제폰 완결주의자 외에는 돈 낭비라고 여겼으며, "본즈 애니메이션 스튜디오는 관객을 경멸한 죄가 있다"고 썼다. 애니메프린지의 재닛 크로커 역시 줄거리에 혼란스러워했지만, 두 번째 시청에서는 덜 혼란스러웠고 TV 시리즈를 시청하기를 고대했다. 그녀는 이 영화를 "지적으로 상쾌하고 시각적으로 아름답다"고 평하며 "나 같은 비메카물 팬에게도" 추천했다.
플루랄리타스 콘첸시오는 2004년 성운상 최고 드라마 상 후보에 올랐지만, 반지의 제왕: 두 개의 탑에 패했다.